# Ожог, Нику
Нику Самуэль Ожог (рум. Nicu Samuel Ojog; 1 января 1998) — румынский борец греко-римского стиля, призёр чемпионата Европы.

## Карьера
В середине ноября 2018 года на чемпионате мира среди спортсменов до 23 лет в Бухаресте дошёл до финала, где уступил Геле Болквадзе из Грузии, став серебряным призёром. 2 апреля 2022 года дошёл до финала чемпионата Европы в Будапеште, в котором уступил Турпал-Али Бисултанову из Дании, став серебряным призёром. В сентябре 2022 года на чемпионате мира в Белграде на стадии 1/16 финала потерпел поражение от Давида Лошонци из Венгрии. В апреле 2023 года на чемпионате Европы в Загребе в 1/8 финала уступил Иштвану Такачу из Венгрия, так как он дошёл до финала, Ожог боролся в утешительных схватках, где проиграл Семёну Новикову из Болгарии.